# Museumspædagogik
Museumspædagogik er undervisning, som anvender museer og deres samlinger som læringsredskab. Indlevelse og kreative skabelsesprocesser udgør typiske elementer i læringsprocessen, hvor man knytter forbindelse til besøgerens tanker og fantasi for at vise, hvordan det kunne have været.